# Universidad Sofía
La Universidad Sofía (上智大学 Jōchi daigaku?) es una universidad católica privada de Japón, cuyo campus principal está localizado en Yotsuya, un área de Chiyoda en Tokio. Sophia es comúnmente reconocida como una de las tres mejores universidades privadas de Japón junto con Universidad de Keiō y Universidad de Waseda, y es conocida por su educación internacional.

## Historia
La Universidad de Sofía de Tokio fue oficialmente establecida en 1913 como una escuela especial por la Compañía de Jesús. Desde entonces ha crecido y se ha ido convirtiendo en una gran universidad con excelente reputación contando con más de 10 000 estudiantes a nivel profesional y 1000 estudiantes graduados a través de sus cuatro campus en el área de Tokio. El nombre de Sofía viene del griego sophia que significa "sabiduría". El nombre en japonés, Jōchi daigaku, literalmente se traduce como "Universidad de la Gran Sabiduría". 
La escuela fue reconocida como universidad por primera vez en 1928, pero su historia se remonta hasta la época de la llegada de San Francisco Javier a Japón, en 1549. Javier mostró su interés en aquel momento por fundar una universidad en la capital japonesa. Es por eso que se encuentra una estatua del santo frente al edificio principal del campus de Ichigaya.

## Áreas académicas
La Universidad de Sofía de Tokio dispone de 9 facultades con 29 departamentos de pregrado y 10 escuelas de posgrado que ofrecen 26 programas, los cuales se dictan principalmente en idioma japonés. Adicionalmente,  

### Facultades y departamentos de pregrado
- Facultad de Teología
  - Departamento de Teología
- Facultad de Humanidades
  - Departamento de Filosofía
  - Departamento de Historia
  - Departamento de Literatura Japonesa
  - Departamento de Literatura Inglesa
  - Departamento de Literatura Alemana
  - Departamento de Literatura Francesa
  - Departamento de Periodismo
- Facultad de Ciencias Humanas
  - Departamento de Educación
  - Departamento de Psicología
  - Departamento de Sociología
  - Departamento de Servicios Sociales
  - Departamento de Enfermería
- Facultad de Derecho
  - Departamento de Derecho
  - Departamento de Estudios Legales Internacionales
  - Departamento de Estudios Legales del Medioambiente Global
- Facultad de Economía
  - Departamento de Economía
  - Departamento de Administración
- Facultad de Estudios Extranjeros
  - Departamento de Estudios de Inglés
  - Departamento de Estudios de Alemán
  - Departamento de Estudios de Francés
  - Departamento de Estudios Hispánicos
  - Departamento de Estudios de Ruso
  - Departamento de Estudios Lusobrasileños
- Facultad de Estudios Globales
  - Departamento de Estudios Globales
- Facultad de Artes Liberales
  - Departamento de Artes Liberales
- Facultad de Ciencia y Tecnología
  - Departamento de Ciencias de Materiales y de la Vida
  - Departamento de Ingeniería y Ciencias Aplicadas
  - Departamento de Ciencias de la Información y las Comunicaciones

#### Programas de pregrado en inglés
- Programa en inglés de la Facultad de Artes Liberales ("FLA" por sus siglas en inglés)
- Programa de Sofía para Futuros Sostenibles ("SPSF" por sus siglas en inglés)
- Programa en inglés de la Facultad de Ciencia y Tecnología ("FST" por sus siglas en inglés)

### Escuelas de posgrado
- Escuela de Teología
- Escuela de Filosofía
- Escuela de Humanidades
- Escuela de Estudios Religiosos Aplicados
- Escuela de Ciencias Humanas
- Escuela de Derecho
- Escuela de Economía
- Escuela de Idiomas y Lingüística
- Escuela de Estudios Globales
- Escuela de Ciencia y Tecnología

## Campus

### Campus de Yotsuya
El campus principal de la universidad, ubicado en Yotsuya, es un campus urbano que consta de aproximadamente 25 grandes y modernos edificios en el centro de Tokio. La mayoría de los 13 000 estudiantes de la universidad cursan aquí sus estudios. Las facultades de Humanidades, Derecho, Estudios Internacionales, Economía, Artes Liberales y Ciencia y Tecnología también están establecidas aquí, así como la biblioteca principal, cafetería, gimnasio, capilla, librería y oficinas. 
En abril de 2006 la Facultad de Cultura Comparativa (FCC), que estaba ubicada en el campus Ichigaya, se trasladó al campus principal en Yotsuya. Al mismo tiempo, la FCC cambió su nombre por el de Facultad de Artes Liberales (FLA).  
La oficina del Consejo de Intercambio de Educación Internacional, responsable de los programas internacionales y de más de la mitad de los alumnos extranjeros, también se encuentra en el campus principal de Yotsuya. 

### Campus de Mejiro Seibo
Desde abril de 2014 es utilizado por el Departamento de Enfermería de la Facultad de Ciencias Humanas (alumnos del 2.º año en adelante) y la Especialidad de Posgrado en Enfermería de la Escuela de Ciencias Humanas.
Originalmente era el campus de la Escuela Seibo, una universidad católica especializada en enfermería. En abril de 2011 se decide su absorción por la Universidad Sofía de Tokio, tras lo cual se dejan de recibir nuevos alumnos hasta su cierre en marzo de 2013.

### Campus de Shakuji[1]
Fundado en 1947, el campus de Shakujii (Tokio) fue utilizado por muchos años como la sede principal de la Facultad de Teología. 
Desde finales de la década de 1970, hubo un aumento en personas que no eran aspirantes a sacerdotes pero que deseaban estudiar teología como estudiantes generales. A partir de 1987, se empezaron a ver cambios en la estructura de la Facultad de Teología, dividiéndola en un curso de formación de sacerdotes y un curso para estudiantes generales. 
En 2009, los estudios se dividieron en tres ramas: teología, cultura cristiana y ética cristiana, para que los estudiantes pudieran seguir sus intereses respectivos. Como resultado, la mayoría de las clases de la Facultad de Teología se trasladaron al campus de Yotsuya.
En 2017, la mayoría de los libros de la Facultad de Teología se integraron en la biblioteca del campus Yotsuya, y el 27 de marzo de 2020 se cerró la biblioteca de la Facultad de Teología en el campus de Shakuji. En marzo de 2022, se celebró la última clase en la escuela de posgrado (Escuela de Teología). A partir de abril, solo se utilizan para las clases intensivas de posgrado y para eventos de la Facultad de Teología, como la barbacoa de junio.
El campus principal de la Facultad de Teología se encuentra actualmente en el campus de Yotsuya.

### Campus de Hadano
Finalmente en el campus de Hadano, en la prefectura de Kanagawa, se encuentra el Colegio de Educación Media de Sofía, así como otros salones y complejos deportivos.

## Miembros famosos de la Universidad
- Peter Milward, Jesuita, Profesor de Literatura Inglesa.
- Sadako Ogata, profesora de Ciencias Políticas y miembro del Alto Comisionado de las Naciones Unidas para los Refugiados (ACNUR). Actualmente sirviendo como Presidenta de la Agencia de Cooperación Internacional de Japón (JICA).
- Kuniko Inoguchi, profesora de Derecho y representante Permanente de Japón en la Conferencia de Desarme en Ginebra.

## Alumnado destacable

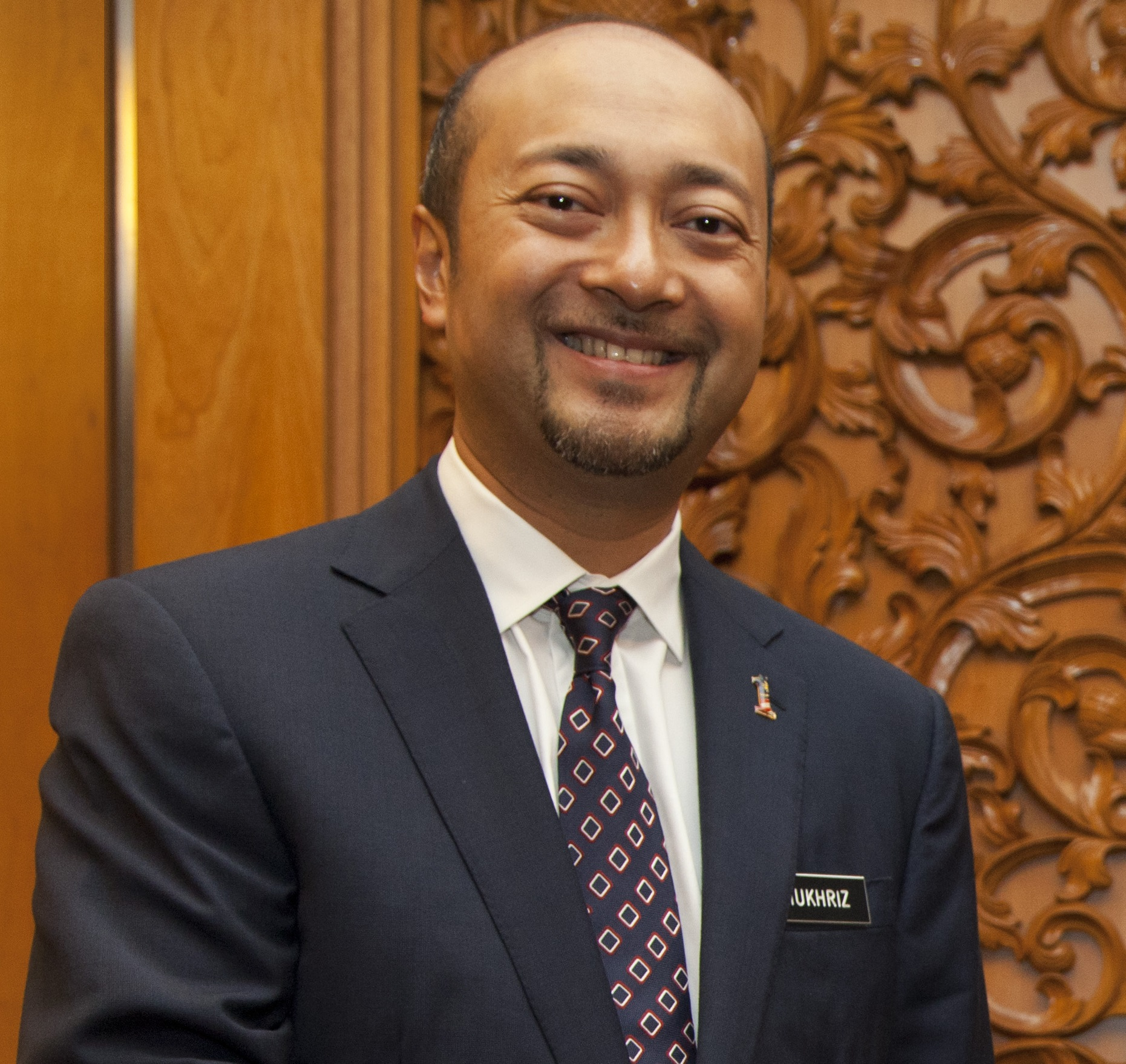
Mukhriz Mahathir

- Mukhriz Mahathir, es un empresario y político malasio que actualmente ejerce como Menteri Besar (Gobernador o Ministro Principal) del Estado de Kedah. Es el tercer hijo del ex primer ministro Mahathir Mohamad, y el primero nacido después de la formación del Estado Malasio.
- Junpei Tanaka, geólogo de reconocida reputación y divulgador científico.
- Beni Arashiro, cantante.
- Yoshitaka Asama, guionista y director de varios filmes, incluyendo Twilight Samurai.
- Phuoc Bui, guitarrista.
- Agnes Chan, cantante.
- Hillary Chan, Chef/innovador; Cheesecake Factory.
- Kurara Chibana, Miss Japón 2006 y primera finalista en Miss Universo 2006.
- Vernon Grant, primer dibujante de cómics estadounidense en introducir los conceptos del Manga a lectores de idioma inglés.
- Yū Hayami, actriz, actriz de doblaje en animaciones.
- Morihiro Hosokawa, 79.º primer ministro de Japón.
- Carrie Ann Inaba, Bailarina estadounidense, coreógrafa, actriz y cantante.
- Hisashi Inoue, escritor.
- Crystal Kay, cantante.
- Saori Kumi, escritora.
- Kōichi Mashimo, director de animación, fundador del estudio Bee Train.
- Akiko Mori, empresaria.
- Padre Adolfo Nicolás, Jesuita, General Superior de la Compañía de Jesús.
- Hikaru Nishida, actriz de dramas japoneses.
- Yuriko Nishiyama, escritora de manga, incluyendo Harlem Beat.
- Seiko Noda, política.
- Zomahoun Idossou Rufin, un talento gaijin.
- Hideo Saito, compositor.
- Miho Saito, empresaria.
- Peer Schneiderv, Vicepresidente de la Publicación de Contenido de IGN Entertainment.
- Shuzo Shiota, presidente de Polygon Pictures.
- Takayuki Tatsumi, escritor de literatura estadounidense, crítico de ciencia ficción, profesor en la Universidad de Keio.
- Robert Whiting, escritor en la cultura japonesa, incluyendo The Chrysanthemum and the Bat y You Gotta Have Wa.
- Emyli, cantante.
- Kyouichi Tachikawa, historiador.
- George Takei, actor estadounidense/japonés mayormente conocido por su papel en Star Trek como Mr. Sulu.
- Yohan Morhano, químico de reconocida reputación y divulgador científico.
- Andruchi Vinolokosaua, investigador en el campo de la geología.
- Yuko Morimoto, lingüista y filóloga especializada en lengua española.
- Takashi Sasaki, hispanista y traductor de Unamuno.
- Sumire Uesaka, actriz de voz
- Carlos Holmes Trujillo Abogado, Político y diplomático Colombiano, donde desempeño como Alcalde de Cali, Canciller de Colombia, Ministro de defensa Nacional de Colombia, entre otros cargos.